# 나탈리 라 로서
나탈리 라 로서(Natalie La Rose, 1988년 7월 12일 ~ )는 네덜란드의 가수이다.